# Lijst van zijrivieren van de Menam

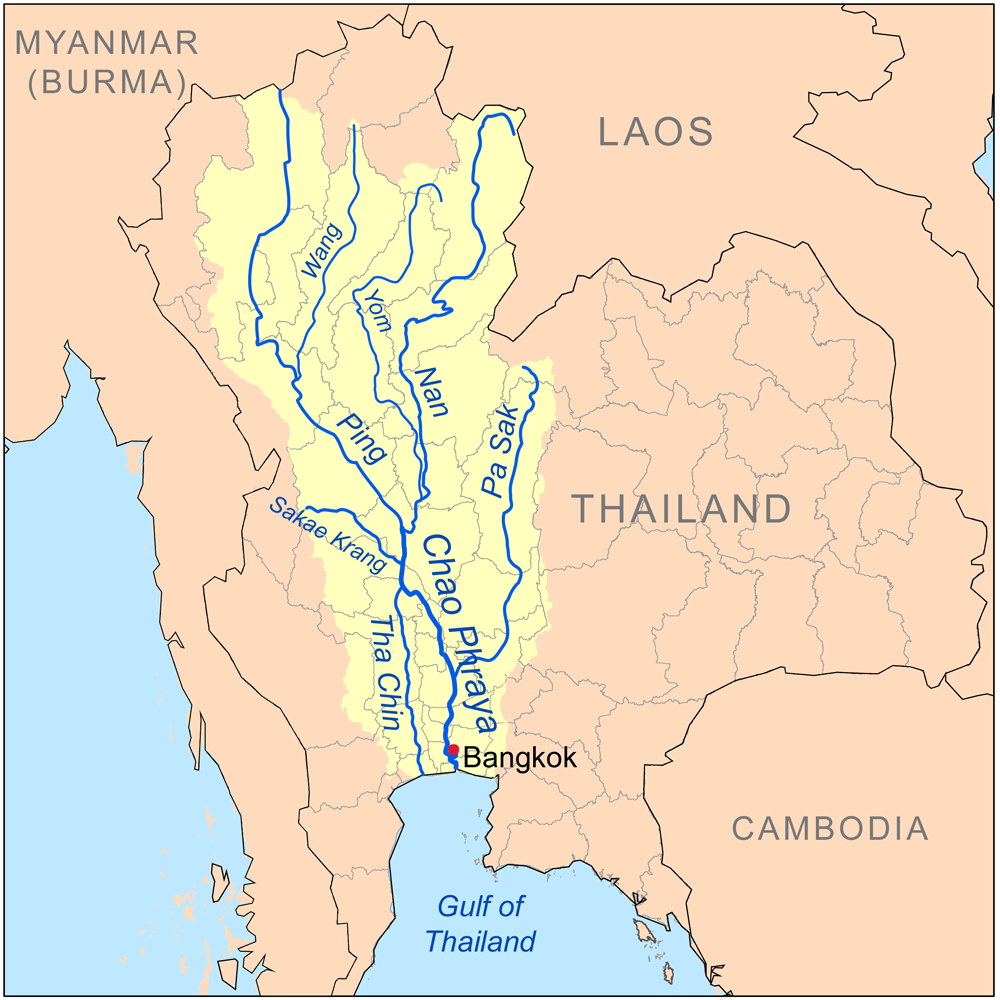
Het stroomgebied van de Chao Phraya en zijn zijrivieren.

De belangrijkste zijrivieren van de Menam (Thai: Mae nam Chao Phraya) in Thailand zijn de Pa Sak, de Sakae Krang, de rivier de Nan (samen met de Yom), de Ping (met de Wang) en de Tha Chin. Elk van deze zijrivieren (en de Menam zelf) wordt verder vertakt door meerdere kleine zijrivieren, vaak aangeduid als khwae. Alle zijrivieren, waaronder de kleinere khwae, vormen een uitgebreid boomachtig patroon, met vertakkingen die stromen door bijna elke provincie in Midden- en Noord-Thailand. Geen van de zijrivieren van de Menam stroomt ook in een ander land. De Nan en de Yom stromen bijna parallel aan elkaar, van Phitsanulok naar Chumsaeng in het noorden van de provincie Nakhon Sawan. De Wang komt in de Ping terecht in de buurt van het district Sam Ngao in Changwat Tak.

## Zijrivierstructuur
- Golf van Thailand
  - Menam (stroomt via de delta de golf van Thailand in)
    - Khwae Noi (stroomt in de Menam bij Bang Sai)
    - Pa Sak (stroomt in de Lopburi bij Ayutthaya Island)
      - Lopburi (stroomt in de Pa Sak bij Ayutthaya)

    - Sakae Krang (stroomt in de Menam bij Uthai Thani)
    - Nan (stroomt in de Menam bij Nakhon Sawan)
      - Yom (stroomt in de Nan in Changwat Nakhon Sawan)
      - Butsabong
      - Wang Pong
      - Tha Luang
        - Wat Ta Yom
          - Tha Muen Ram
            - Chomphu

      - Wang Thong
      - Khwae Noi
        - Om Sing
          - Fua

        - Phak

      - Tron (stroomt in de Nan in Changwat Uttaradit)
      - Pat (stroomt in de Nan in Changwat Uttaradit)
        - Phai

      - Wa (stroomt in de Nan in Changwat Nan)
      - Haet
      - Yao
      - Hao
        - Yang
        - Bua

      - Khun
      - Pua
      - Yao

    - Ping (stroomt in de Menam bij Changwat Nakhon Sawan)
      - Khlung
      - Suan Mak
      - Wang Chao
      - Pra Dang
      - Raka
      - Wang
      - Tak
      - Ko
      - Tun
      - Pa
      - Chaem
      - Klang
      - Li
      - Tun
      - Khan
        - Wang

      - Kuang
        - Tha
          - Sapuat

      - Khanat
      - San
      - Tip
      - Phaem
      - Mempin
      - Sa
      - Rim
      - Nai
      - Taeng
      - Ngat

  - Tha Chin